# Mobileye
モービルアイ・グローバル（Mobileye Global Inc.）は、カメラやコンピューターチップ、ソフトウェアを含む自動運転技術及び先進運転支援システム（ADAS）を開発するテクノロジー企業である。2017年にインテルの傘下となり、2022年に再上場した。イスラエルのエルサレムを本拠地としており、セールス・マーケティングオフィスはニューヨーク・マンハッタン、上海、東京、デュッセルドルフにある。

## 歴史
モービルアイは1999年、ヘブライ大学教授のアムノン・シャシュアが学術研究をカメラとプロセッサ上のソフトウェアアルゴリズムで車両を検知する視覚システムに発展させたことをきっかけに設立された。以来、安価なカメラに「知能」を加える形で自動車向けの安全技術を提供するサプライヤーに発展している。
モービルアイは最初の研究所を2004年に設立し、4年後の2008年に第一世代のEyeQ1プロセッサを発売した。EyeQ1プロセッサは衝突被害軽減ブレーキ（AEB）を含む運転支援となる技術であり、最初に採用した車のひとつが第5世代のBMWの７シリーズである。このチップは2010年、2014年、2018年と新しい世代のバージョンが発売されている。
モービルアイは2013年、自社保有株式の25％を4億ドルで優良投資家に売却することを発表。評価額は150億ドルとなった。
続く2014年、モービルアイはニューヨーク証券取引所に上場。8億9000万ドルを調達し、米国市場最大のイスラエル企業のIPOとなった。モービルアイの技術は2014年末までにOEM18社に採用され、合計160モデルに実装されている。
2017年にはアムノン・シャシュアCEOとシャイ・シャレブ=シュワルツ副社長（技術担当）の学術論文に基づいた安全な自動運転車のための数式モデルを発表した。論文は過失と注意を再定義した責任感知型安全論（RSS）と呼ばれるシステムを概説しており、保険契約や運転に関わる法規への情報提供に利用できる可能性があるとした。シャイ・シャレブ=シュワルツは2019年にCTOに昇格している。
2017年3月、インテルはモービルアイを153億ドル（約1兆7000億円）で買収すると発表。イスラエルのテック企業買収案件としては史上最高額となった。買収後、買収発表前にインサイダー取引を行ったとして米国証券取引委員会がアリエル・ダルヴァシ（Ariel Darvasi）とアミール・ワルドマン（Amir Waldman）というイスラエル人二名を告発したとロイターが報じた。二人はモービルアイの技術が最初に開発されたエルサレムのヘブライ大学を通してモービルアイとのつながりがあった。米国証券取引委員会はまた、インテルによるモービルアイ買収の際にインサイダー情報を利用して100万ドルの利益を得たとして、米バージニア州在住のローレンス・F・クラフ・ジュニア（Lawrence F. Cluff, Jr.）とロジャー・E・シャウル（Roger E. Shaoul）に対する緊急裁判所命令を取得して特定の資産を凍結している。この件についてインテルもモービルアイも米国証券取引委員会による告発は受けていない。
2018年10月、モービルアイとフォルクスワーゲンはMaaS（Mobility-as-a-Service）をイスラエルで商業化する計画を発表した。フォルクスワーゲン製ミニバンの供給が遅れたため、モービルアイは上海蔚来汽車（Nio）製の電気自動車を使った「ロボタクシー」の試験を2020年5月に開始し、2021年にミュンヘンで開催されたIAAモビリティにおいて量産可能なロボタクシーとして披露した。
モービルアイは2020年1月にエルサレム市内の路上でカメラのみを搭載した自動運転車（autonomous vehicle）を走らせるデモを行い、その後ミュンヘンとニューヨークシティでも走行テストを行っている。
インテルは2021年12月、新規発行株式のIPOを通じて2022年にMobileye自動車部門を上場させ、同社の過半数所有権を維持する計画を発表した。2022年10月、インテルは発行済み株式の5～6%を提供し、4100万株を売却して8億6100万ドルを調達、評価額は2017年に当初支払った金額よりも多い約170億ドルとなった。インテルは引き続きモービルアイのクラスB株をすべて保有し、99.4%の議決権を得た。再上場の際のナスダック上での株式ティッカーは買収前と同じ「MBLY」である。

## パートナーシップ
モービルアイは自動車メーカーと多くのパートナーシップを結んでおり、GMのキャデラックSTS・DTS並びにBMW 5シリーズ・6シリーズのための車線逸脱防止支援システム（LDW）のシリーズ生産を開始している。ほぼ完全な自律走行システムの開発を2019年までに完了を目的としたデルファイとのパートナーシップを2016年に締結し、2017年初頭には、モービルアイの技術をBMWが2018年に市場に投入する自動車に組み込むためのパートナーシップをBMWと結んだ。2018年にはBMW、日産、フォルクスワーゲンとのパートナーシップを発表し、2019年には中国並びに他の主要地域の消費者市場向けに上海蔚来汽車と自動運転車を共同開発することを発表している。2020年7月にはEyeQカメラベースの部品とソフトウェアをフォードのグローバル製品ラインに供給する契約を発表した。また、2020年には、日本、台湾、東南アジアでのロボタクシーサービス開始に向けたWILLERとの提携、並びにADASのための浙江吉利控股集団（Geely）との提携を発表した。インテルは同年、モービルアイのMaaS提供物を強化するために、MaaS企業のMoovitを買収したことを発表した。
2021年2月、モービルアイはTransdev Autonomous Transport System（ATS）とLohr Groupとの自動運転シャトルバスの開発と配備のためのパートナーシップを締結し、4月には、2023年の商業運転開始を目標としたUdelv社の「Transporter」と呼ばれる電気自動運転配送車に関する同社との提携を発表した。2021年5月、トヨタ自動車はモービルアイと独サプライヤーZFを選定し、多くの車両プラットフォーム向けにADASを開発・供給することにした。モービルアイは、2021年にマヒンドラとも提携を開始している。
ポルシェ
2023年5月、ポルシェとモービルアイは、モービルアイのプレミアム先進運転支援システムであるSuperVision™を将来のポルシェ市販モデルに搭載するための協業を開始した。
テスラ
2015年8月、テスラは同社のモデルSにモービルアイの技術を採用することを発表した。テスラはこの計画をモービルアイと共有していなかったとされており、2016年6月にオートパイロットが作動している状態のモデルSが死亡事故を起こしたことが公になった後、モービルアイはテスラとの提携関係を解消している。事故の原因については両者の間で意見の相違があり、モービルアイのアムノン・シャシュアCEOはテスラが「安全面で限界を超えようとしていた」と述べ、オートパイロットは「運転支援システム」であって「無人運転システム」ではないとしている。モービルアイはまた、同社のシステムは「進路を横切る横方向転換」を認知するように設計されてはおらず、その機能は2018年まで搭載されないとの声明を発表した。

## テクノロジー
EyeQ
システム・オン・チップ（SoC）であるEyeQは、衝突被害軽減ブレーキ（AEB）、アダプティブ・クルーズ・コントロール（ACC）、車線逸脱防止支援システム（LKA）、渋滞運転支援機能（TJA）、前方衝突警告（FCW）を含むパッシブ及びアクティブADASと機能を提供するために、単眼カメラセンサーを利用している。27社を超える自動車メーカーが、運転支援技術にEyeQを利用している。
Road Experience Management (REM)
モービルアイを搭載した車両からのリアルタイムデータを使用して、グローバルな3Dマップを構築する技術。1kmあたり約10kbのデータを圧縮テキストとして収集し、車両カメラからの匿名化されたクラウドソースデータを活用する「Mobileye RoadBook」マップにクラウド上でコンパイルしたものを自動ナビゲーションとローカライゼーションのために利用している。モービルアイは、2021年1月までにREMがマッピングした道は75億kmに上るとしている。
責任感知型安全論（RSS）
責任感知型安全論（RSS）は、2017年に自動運転車の安全性のためにMobileye社が初めて提案した数学的モデルである。自律走行車（AV）が事故を起こさないことを目的とした、安全運転の暗黙のルールをデジタル化したAVの意思決定のための形式モデルであり、ソフトウェアで定義される。
True Redundancy
レベル４自動運転のために、360度カメラ、LiDAR、レーダーからのデータストリームを利用する統合システムである。センサー等のコンピュータービジョン・サブシステムを「二重化」してからLiDAR・レーダーのサブシステムを加えてさらに冗長性を持たせるというアプローチを取っている。
Mobileye SuperVision
11台のカメラからのデータを処理するEyeQ5 SoCデバイスを使用したシステム。レベル２＋の車両向けに設計されており、カメラのみを使用してハンズフリー運転とセルフパーキング機能を可能にする。 Geelyは電動車ZeekrにこのMobile Supervision ADASを実装し、2021年に実証実験を開始した。
Mobileye Drive
カメラ13台、長距離LiDAR3台、近距離LiDAR３台、そしてレーダー6台からなる、レベル４自動運転システムである。2022年のドイツとイスラエルでの公道実験計画に先駆け、2021年に初めて無人運転の配車サービス（ride-hailing services）用車両に実装された。
アフターマーケット（後付け製品）
Mobileye社のアフターマーケット向けビジョンベースADASシステムは、市販モデル向けと同じコア技術に基づいている。これらADASシステムには車線逸脱警告、前方衝突警告、ヘッドウェイ・モニタリングと警告、インテリジェント・ヘッドランプ制御、制限速度表示（tsr）が含まれており、車両管理（フリートマネジメント）システムにも統合されている。